# Stazione di Bauladu-Milis
Stazione di Bauladu-Milis vasútállomás Olaszországban, Szardínia régióban, Bauladu településen.

## Vasútvonalak
Az állomást az alábbi vasútvonalak érintik:
- Cagliari–Golfo Aranci Marittima-vasútvonal

## Kapcsolódó állomások
A vasútállomáshoz az alábbi állomások vannak a legközelebb: 
- Stazione di Paulilatino
- Stazione di Solarussa